# Szúcs
Szúcs là một thị trấn thuộc hạt Heves, Hungary. Thị trấn này có diện tích 8,49 km², dân số năm 2010 là 423 người, mật độ 50 người/km².